# Bernabé Piedrabuena (político)
Bernabé Piedrabuena (San Miguel de Tucumán, c. 1792-íd., 30 de marzo de 1841) fue un hacendado y político argentino, gobernador de Tucumán entre 1838 y 1840.

## Biografía
Casó con Vicenta Zavaleta Ruiz de Huidobro. El obispo Bernabé Piedrabuena era su nieto.
En 1819 y 1824 se desempeñó como alcalde de Barrio. Dedicado al comercio, era dueño de una pulpería. Posteriormente fue un tranquilo hacendado, que poseía una estancia denominada El Chañar, sin otra actuación pública hasta que, ante el asesinato del general Alejandro Heredia, la sala de representantes lo designó el 22 de noviembre de 1838 gobernador en reemplazo del coronel José María Valladares que había asumido cinco días antes, sustituyendo a Juan Bautista Bergeire, cuya gestión fue de cuatro días de duración.
Piedrabuena nombró ministro general a Salustiano Zavalía y comandante general de armas a Martín Ferreyra.
El 7 de abril de 1840 la sala de representantes presidida por el doctor Marco Avellaneda decide retirar a Rosas la representación exterior y desconocerlo como gobernador de Buenos Aires, en un acto conocido como el Pronunciamiento. El 13 de abril se pronuncia Salta, e inmediatamente lo hacen Jujuy, La Rioja y Catamarca. El 24 de agosto los representantes de las provincias del noroeste argentino firman en Tucumán el pacto de la Liga del Norte contra Rosas. El general Lamadrid fue designado jefe de las operaciones militares de la Liga, aunque el verdadero líder de la coalición regional era el doctor Avellaneda, quién había asumido como ministro general del gobernador Piedrabuena. Éste, gravemente enfermo, presenta su renuncia al cargo a fines de noviembre de ese año, siendo reemplazado por Pedro Garmendia. Falleció a fines de marzo de 1841.
Una comuna rural en el departamento Burruyacú recuerda su nombre.